# Kloralodol

Strukturformel för kloralodol.

Kloralodol eller Klorhexadol, summaformel C8H15Cl3O3, är ett lugnande och sömngivande preparat. Det påminner kemiskt snarast om kloralhydrat.
Det är narkotikaklassat i Sverige, ingående i förteckning V, vilket innebär att det inte omfattas av internationella narkotikakonventioner.